# Раздольное (Чугуевский район)
Раздо́льное (укр. Роздольне; до 2016 г. — Чапа́ева) — посёлок, Новопокровский поселковый совет, Чугуевский район, Харьковская область, Украина.
Код КОАТУУ — 6325456201. Население по переписи 2001 года составляет 102 (48/54 м/ж) человека.

## Географическое положение
Посёлок Раздольное (изначально — Чапаева) находится при Введенской птицефабрике на правом склоне балки Большой Лог.
На расстоянии до 3-х км расположены село Зелёный Колодезь, пгт Введенка и Новопокровка.
По селу протекает пересыхающий ручей с запрудами.

## История
- 1939 — дата основания. Изначально назван именем погибшего "красного" героя Гражданской войны, командира дивизии Василия Ивановича Чапаева.[5]
- 2016 — посёлок Чапаева в рамках «Закона о декоммунизации» был «декоммунизирован» и переименован в Раздольное.

## Экономика
- Введенская птицефабрика